# Thorald Brendstrup
Thorald Brendstrup (født 25. maj 1812 enten i Sengeløse eller på Cathrinebjerg ved Roskilde, død 4. maj 1883 i København) var en dansk landskabsmaler.

## Uddannelse
Han var søn af tømrermester Søren Jensen Brendstrup (1771-1848) og Mette Marie Wiborg (ca. 1779-1817). Efter sin konfirmation blev han lærling på Den kgl. Porcelænsfabrik for at uddanne sig til porcelænsmaler og besøgte som sådan Kunstakademiets skoler fra 1826 til 1833, da han gik ud af gipsskolen (måske var han elev indtil 1838). Imidlertid kastede han sig også over landskabsmaleriet og udstillede fra 1835; 1846 opgav han ganske porcelænsmaleriet for udelukkende at hellige sig landskabsmaleriet. Han fik 1847 og 1848 Akademiets rejsestipendium (600 Rdl. årligt) for to år, og opholdt sig 1847-50 i udlandet, navnlig i Rom.

## Karriere
Efter at han (1855) havde ægtet Pauline Regine Kierkegaard (se nedenfor), foretog han (1857-61) på ny en længere kunstrejse gennem Tyskland og Frankrig til Italien, hvor han især dvælede i Rom og Neapel. I februar 1874 blev han medlem af Kunstakademiet i København. Han udstillede en del større og mindre landskaber, dels af danske, dels af udenlandske, navnlig italienske egne, som udmærkede sig ved et smukt valg, omend ikke ved særdeles fremtrædende egenskaber i foredraget. Brendstrups tidlige billeder røber en tydelig påvirkning fra C.W. Eckersberg og Christen Købke. Senere udformede han landskaberne i en højromantisk stil, der ligner P.C. Skovgaards. Hans produktion hører til det bedste i den sene guldalderperiode. Måske fordi han ikke hørte til de nationales lejr omkring N.L. Høyen, fik han aldrig solgt værker til Den Kongelige Malerisamling (nu Statens Museum for Kunst). Det har senere tider dog rådet bod på.
Han var meget afholdt i kunstnerkredse for sit sunde omdømme og sit elskværdige lune og havde flere tillidshverv, fx som medlem af Udstillingskomiteen for Charlottenborg 1873-78. Han blev Ridder af Dannebrog 1876 og Dannebrogsmand 1878.
Han måtte i sin alderdom, — der forøvrigt ikke sporedes meget i hans udseende og væsen, — underkaste sig en operation, der førte til døden, den 4. maj 1883. Han er begravet på Assistens Kirkegård, hvor relieffet på gravmonumentet er udført af Th. Stein.
4. maj 1855 havde Brendstrup i Gentofte Kirke ægtet Pauline Regine Kierkegaard (22. februar 1834 i København – 30. januar 1921 sammesteds), datter af silke- og klædekræmmer Lauritz Kirkegaard (1786-1836) og Elisabeth Caroline Bøgild (1793-1856).

## Genopdagelse
Brendstrup har været en overset guldaldermaler, men i 2012 afholdt Ribe Kunstmuseum og Fuglsang Kunstmuseum en udstilling af den glemte kunstners værker. Samtidig udkom bogen Thorald Brendstrup: I guldalderens skygge (red. Gertrud Oelsner og Ingeborg Bugge).

## Gengivelser
Tegning af Lorenz Frølich 1848 (Skandinavisk Forening i Rom). Litografi. Tegning af Henrik Olrik 1859 (Det Nationalhistoriske Museum på Frederiksborg Slot). Buste af Th. Stein ca. 1875. Relief af samme 1883 (gravstenen). Xylografi af H.P. Hansen 1883. Tegning af Christian Bayer og afbildet på karikaturtegning af P.A. Plum. Posthumt portrætmaleri af Frederik Vermehren (1902, udstillingsfonden, Charlottenborg). Fotografier af Lauritz Olsen og Georg Rosenkilde.

## Værker
- Udsigt mod Formigo ved Dourofloden i Portugal (1840)
- Parti fra inderhavnen syd for Toldboden (1841, Københavns Museum)
- Sommerdag ved åens udløb (1843)
- Fjordparti med et fiskerhus (1844)
- Dam ved Søholt, Lolland (1845, Fuglsang Kunstmuseum)
- Fra Ladegårdsåen ved Falkoner Allé (1845, Københavns Museum)
- Landskab med smedje. En herregårdssmedje ved Søholt på Lolland (1846, Museum Jorn)
- Parti fra Maribo Sø (1846, Fuglsang Kunstmuseum)
- Parti fra udkanten af Maribo (udateret, Fuglsang Kunstmuseum)
- Ved Maribo Sø. Udsigt fra anløbsbroen ved Søholt (ca. 1845, Fuglsang Kunstmuseum)
- Gade i Frederiksværk (Statens Museum for Kunst)
- Landskab ved et gammelt vadested (udateret)
- En bro ved Sorrento (udateret, Statens Museum for Kunst)
- En gammel eg i Jægersborg Dyrehave (1847)
- Italiensk landskab (1847)
- Ruinerne af det antikke teater ved Tusculum (1848, Statens Museum for Kunst)
- Monte Pincio i Rom (1850)
- Villa Poniatowskis have (udateret)
- Italiensk landskab med tom høvogn (1852)
- Italiensk landskab (1852)
- Kanalen i Frederiksværk (1853, Statens Museum for Kunst)
- Krudtbakken ved Frederiksværk med vid udsigt over Esrom Sø (udstillet 1853)
- En sommermorgen ved Dyrehavehegnet ved Ordrup Krat (1855, Statens Museum for Kunst)
- Udsigt fra Fortunen over København (1855, Københavns Museum)
- Sjællandsk landskab, aften (1858, Ribe Kunstmuseum)
- Bjerghytte med klatrende vinranker, Tyrol (1859, Galerie Jean-François Heim, Paris)[1]
- En pergola på Capri (1875)
- Parti fra en strandeng (1878)
- Ved Ariccia (1882, Statens Museum for Kunst)
- Børn på stranden (udateret, Bornholms Kunstmuseum)
- Landskab med en mand og huse (udateret, Bornholms Kunstmuseum)
- Gentofte Kirke (udateret, Ribe Kunstmuseum)
- Sommerlandskab, tordenvejr over Ribe, byen set fra vest (udateret, Ribe Kunstmuseum)
- Vej med vogn mellem høje træer (udateret, Ribe Kunstmuseum)

Tegninger i Den Kongelige Kobberstiksamling, Vejle Kunstmuseum og Fuglsang Kunstmuseum